# 15891 Alissazhang
15891 Alissazhang este un asteroid din centura principală de asteroizi.

## Descriere
15891 Alissazhang este un asteroid din centura principală de asteroizi. A fost descoperit pe 2 aprilie 1997 la Socorro, New Mexico, în cadrul proiectului LINEAR. Asteroidul prezintă o orbită caracterizată de o semiaxă mare de 2,32 ua, o excentricitate de 0,20 și o înclinație de 4,4° în raport cu ecliptica.